# Макс пропал без вести
«Макс пропал без вести» (англ. Max Is Missing) — фильм режиссёра Марка Гриффитса.

## Сюжет
Отец мальчика Макса оставил его с матерью и женился на другой женщине. Макс отправляется на прогулку с отцом и его женой в развалины древнего города инков. В это время грабители находят в захоронении в городе фигурку «золотого воина», и один из них убегает с этой ценной находкой. Макс, обиженный на своего отца, отправляется гулять в одиночестве по городу, где сталкивается со сбежавшим от своих сообщников грабителем. Вор передает мальчику фигурку, после чего он неожиданно погибает, упав со скалы, успев перед смертью сказать, что фигурку обязательно нужно передать «сексуальной женщине» в Куско. Остальные члены банды видели, как фигурка была передана мальчику, поэтому они преследуют его. Максу помогает доставить фигурку другой мальчик, который сам является потомком древних инков.

## В ролях
- Торан Коделл — Макс
- Виктор Рохас — Хуанито
- Чарльз Нэпьер
- Мэттью Салливэн — Робби
- Александра Хедисон — Ребекка
- Рик Дин — Веласко
- Рэмсэй Росс — Логан
- Айрис Пейнадо — Курандера
- Рамон Гарсиа — Франсиско
- Рейналдо Аренас

## Съёмочная группа
- Режиссёр: Марк Гриффитс
- Продюсер: Джули Кормэн
- Сценарист: Гордон Кэссиди
- Композитор: Артур Кемпел
- Оператор: Блэйк Эванс
- Монтаж: Родерик Кэссиди